# Инфекция (фильм, 2019)
«Инфекция» (исп. Infección) — венесуэльско-мексиканский фильм о зомби 2019 года, снятый режиссёром Флавио Педотой.

## Сюжет
Столицу Венесуэлы Каракас охватывает неизвестный штамм вируса бешенства, который начинает превращать людей в агрессивных зомби. Из-за стремительно распространяющейся эпидемии вируса в стране воцаряется хаос. Пока учёные пытаются найти вакцину, доктор Адам Варгас спешит к своему сыну Мигелю, которого он до событий отправил погостить к дедушке с бабушкой. Учёные выясняют, что заражённые дети младше десятилетнего возраста имеют иммунитет против вируса и даже после укуса не превращаются в зомби. На основе крови укушенного Мигеля создаётся вакцина, которая излечивает инфицированных и останавливает эпидемию в стране.

## В ролях
- Рубен Гевара — доктор Адам Варгас
- Леонидас Урбина — Джонни
- Магдиэль Гонсалес — Луис
- Дженна Шанель Хейз — доктор Люси Блейк
- Лука де Лима — Мигель Варгас
- Аманда Троконис — Кристал
- Анибал Грунн — Анхель
- Фрэнсис Руэда — Тина
- Маркян Казанджян — Дмитрий, наркоман
- Изабель Бертельсен — Ана
- Джоэл Риверо — капитан Рока
- Джоанна Джульет — Бланка
- Нельсон Риверо — Хулио
- Ронни Ронденфлихт — доктор Карлос Ньевес
- Йон Энао Кальдерон — наркоман

## Съёмочная группа
- Режиссёр: Флавио Педота
- Продюсеры: Давид Феррейра, Сантьяго Ортис-Монастерио, Флавио Педота
- Сценарист: Флавио Педота
- Оператор: Эдуардо Р. Сервелло
- Композитор: Блейк Мэттью

## Награды
- Leo Awards — награда[1]
- Фестиваль венесуэльского кино[исп.] — награды[2][3]